# Порту
По́рту (порт.  Porto ['poɾtu]) — третий по величине (после Лиссабона и Вила-Нова-ди-Гая) город в Португалии, центр одноимённого округа и муниципалитета. Является центром крупной городской агломерации Большой Порту. От названия этого города произошло название самой Португалии.
Численность населения — 240 тыс. человек (муниципалитет), в агломерации Большой Порту — 2,1 млн человек (2011). Город и муниципалитет входит в экономико-статистический регион Северный регион и субрегион Большой Порту. По старому административному делению входил в провинцию Дору-Литорал. Порту вместе с Лиссабоном входит в Список глобальных городов (по GaWC), считаясь важным элементом мировой экономической системы.

## История
История Порту начинается около 300 г. до н. э. с протокельтских и кельтских народов, наиболее ранних известных жителей этих мест. Руины данного периода были обнаружены в нескольких областях. В районе современного Порту также существовало поселение галлеков (см. Кастро (культура)).
Римский военачальник Децим Юний Брут Каллаик завоевал город примерно в 136 году до нашей эры. Римляне назвали город Portus Cale. Это название позже преобразовалось в Portucale. От него произошло название графства Condado Portucalense, впоследствии давшего название всей стране — Portugal.
В 540 году вестготы сделали город резиденцией епископа и построили крепость.
Порту попал под контроль мавров во время их вторжения на Пиренейский полуостров в 711 году. В 868 году был отвоёван графом Португалии Вимарано Пересом. С 997 по 1050 год город снова пребывал под властью мавров. В 1092 году город в ходе реконкисты был окончательно освобождён и входил в состав королевства Леон, в составе Графства Португалия, которое унаследовал Генрих Бургундский, с которого и начинается в 1096 году история независимой Португалии.
Муниципалитет был основан в 1123 году.
В 1370 году король Португалии Фернанду I обновил городские укрепления, так называемые Muralhas Fernandinas.
В 1387 году в Порту прошло бракосочетание Филиппы Ланкастерской из династии Ланкастеров и короля Португалии Жуана I. Этот брак стал основой Виндзорского договора — англо-португальского союза, самого длительного в дипломатической истории.
После заключения Договора Метуэна в 1703 году для Порту наступила эра процветания, связанная в том числе и с тем, что Португалия могла сбывать всё больше портвейна в Великобританию. С 1717 года бесчисленные британские торговые конторы открывали свои филиалы в Порту, к середине XVIII века до 15 % населения города были британцами.
В 1809 году в ходе наполеоновских войн Порту оккупировали французские войска. Британским войскам под командованием Артура Уэлсли, 1-го герцога Веллингтона, удалось освободить город в том же году.
С 2002 по 2013 год мэром Порту являлся известный политик Руй Риу, с января 2018 года по май 2022 года — председатель Социал-демократической партии.

## География
Порту расположен в 320 км к северу от Лиссабона. Исторический центр Порту расположен на правом берегу реки Дору, в нескольких километрах от места её впадения в Атлантический океан. Центр города объявлен ЮНЕСКО Всемирным культурным достоянием.
Муниципалитет граничит:
- на севере — муниципалитет Матозиньюш
- на востоке — муниципалитет Гондомар
- на юге — муниципалитет Вила-Нова-ди-Гая
- на западе — Атлантический океан

### Климат
| Показатель                    | Янв. | Фев. | Март | Апр. | Май | Июнь | Июль | Авг. | Сен. | Окт. | Нояб. | Дек. | Год  |
| ----------------------------- | ---- | ---- | ---- | ---- | --- | ---- | ---- | ---- | ---- | ---- | ----- | ---- | ---- |
| Абсолютный максимум, °C       | 22   | 22   | 25   | 27   | 32  | 33   | 34   | 34   | 34   | 31   | 26    | 24   | 34   |
| Средний суточный максимум, °C | 13   | 13   | 15   | 16   | 18  | 21   | 23   | 23   | 22   | 19   | 16    | 14   | 18   |
| Средняя температура, °C       | 10   | 10   | 11   | 12   | 14  | 17   | 19   | 18   | 18   | 15   | 12    | 11   | 14   |
| Средний суточный минимум, °C  | 6    | 7    | 7    | 8    | 10  | 13   | 14   | 14   | 13   | 11   | 8     | 7    | 10   |
| Абсолютный минимум, °C        | −2   | −2   | 0    | 1    | 2   | 6    | 8    | 7    | 6    | 2    | 0     | −1   | −2   |
| Норма осадков, мм             | 160  | 140  | 120  | 110  | 80  | 50   | 20   | 20   | 60   | 140  | 160   | 150  | 1260 |
| Источник: Weatherbase         |      |      |      |      |     |      |      |      |      |      |       |      |      |

## Транспорт

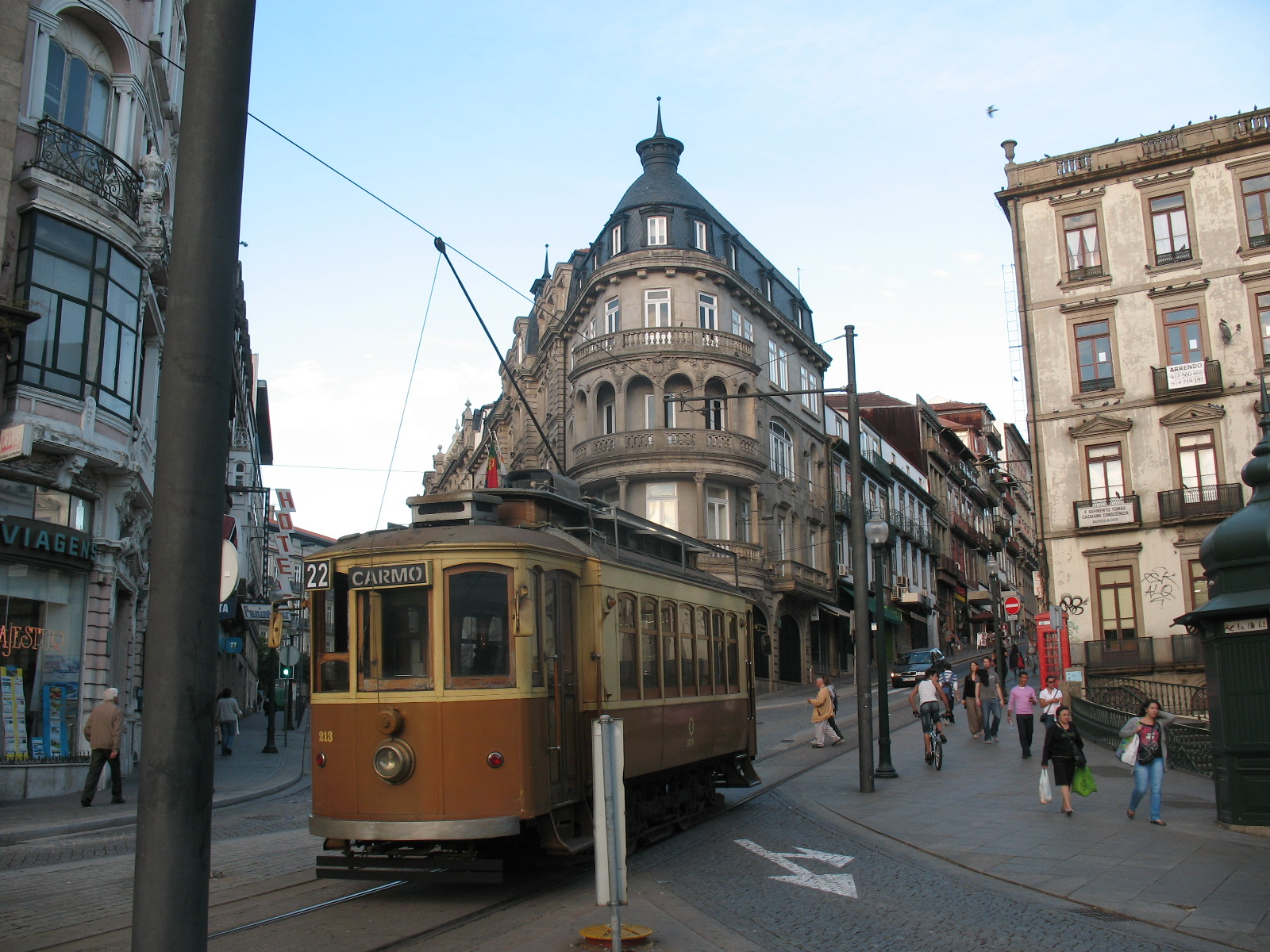
Старинный трамвай

В 1872 году Порту стал первым городом на Пиренейском полуострове, в котором было организовано трамвайное движение. Старинный жёлтый трамвай является негласным символом города. В центре города очень узко, из-за чего автомобили не могут там ездить, поэтому многие пользуются трамваями. В 11 км к северо-западу от центра города расположен аэропорт имени Франсишку Са Карнейру. Общественный транспорт Порту представлен автобусными маршрутами, тремя маршрутами трамвая и двумя фуникулёрами. С 7 декабря 2002 года в городе действует система скоростного трамвая (Метрополитен Порту), в настоящее время состоящая из 6 линий общей протяжённостью 70 км и 82 станций, из которых 15 подземных. Она соединяет шесть городов агломерации Большой Порту, а именно: сам Порту, Вила-ду-Конди, Вила-Нова-ди-Гая, Мая, Матозиньюш и Повуа-ди-Варзин. В центре города находится вокзал Сан-Бенту.

## Экономика

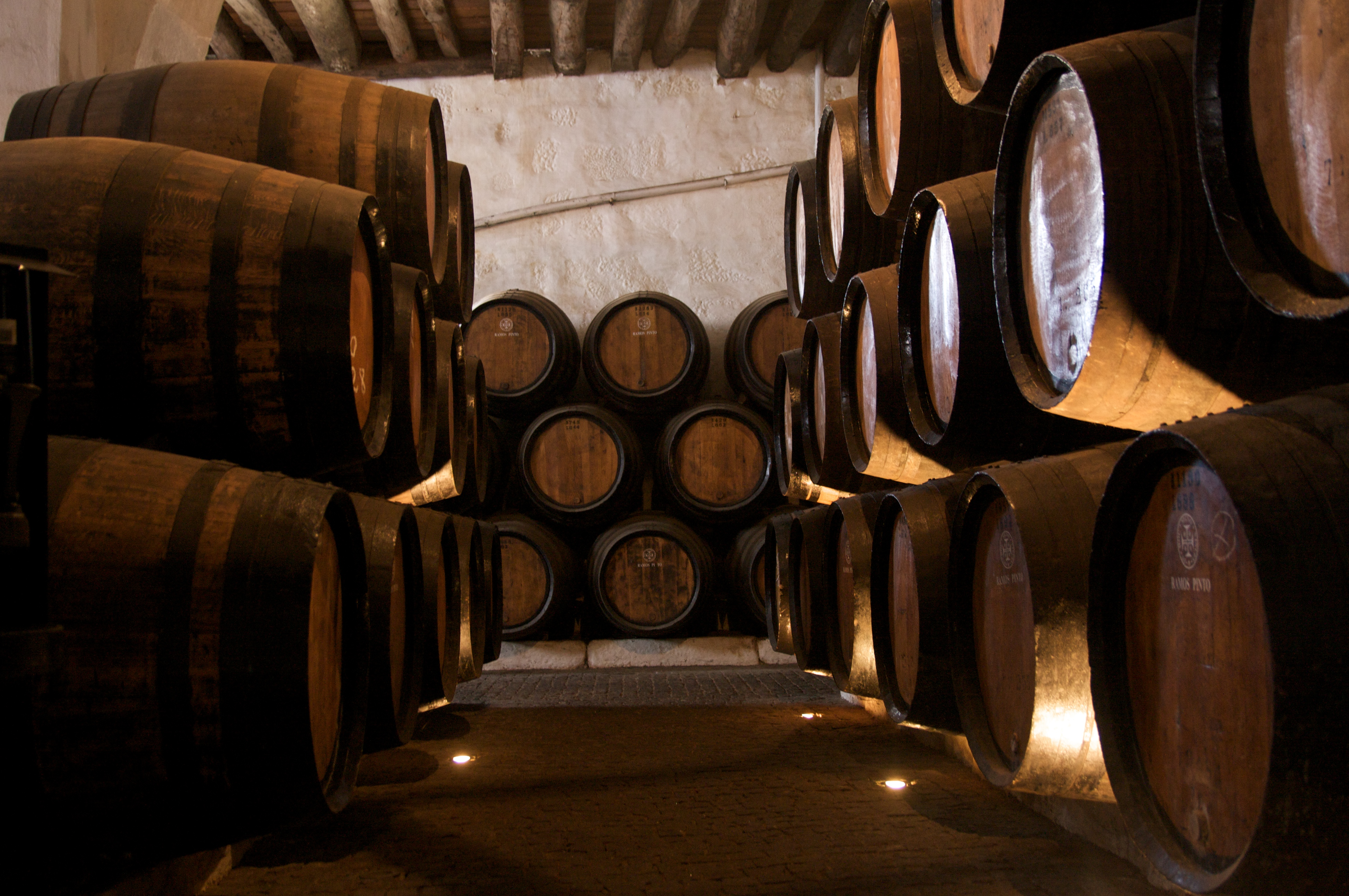
Бочки зреющего портвейна, самого известного товара из Порту

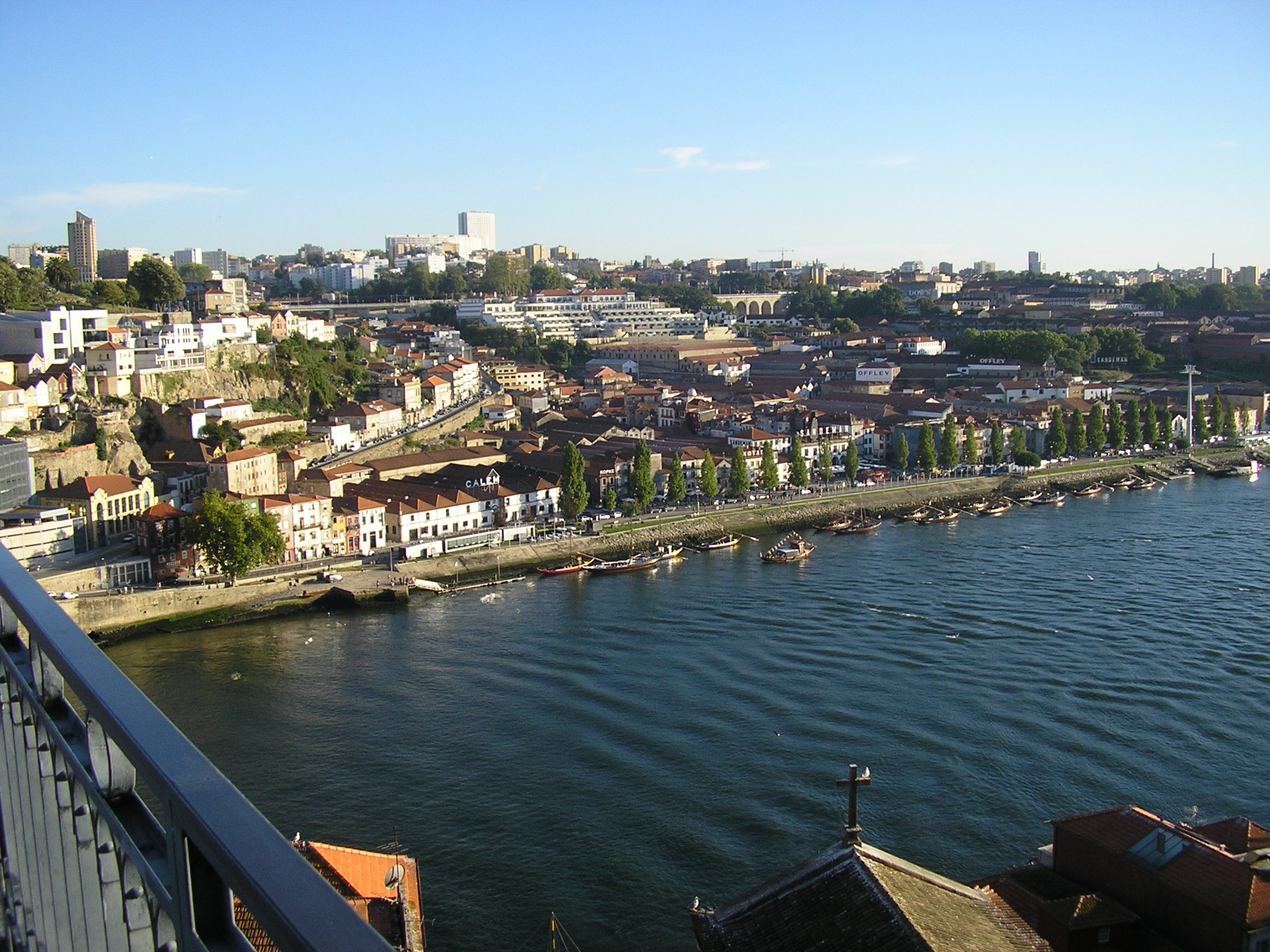
Вила-Нова-ди-Гая

Исторически Порту торговал с соседними поселениями, расположенными выше по реке Дуэро, в город ввозили сумах, сухофрукты, орехи и местное оливковое масло. Позже в городе стали производить портвейн (буквально вино из Порту), принёсший Порту значительные средства.
Порту — самый большой город промышленно развитого северо-запада, поэтому здесь расположены главные офисы многих крупнейших португальских компаний: Altri, Ambar, Amorim, Bial, Cerealis, BPI, CIN, EFACEC, Frulact, Lactogal, Millennium bcp, Porto Editora, Grupo RAR, Sonae, Sonae Indústria, Unicer.
В Леса-да-Палмейра в 13 км от Порту находится один из двух нефтекомбинатов крупнейшего экспортёра Португалии, Petrogal, там же располагалась единственная в стране фабрика второго по объёму экспортёра, Qimonda.
Популярная газета Jornal de Notícias печатается в Порту, здесь же находится крупное издательство Porto Editora. У Порту была собственная фондовая биржа Bolsa do Porto, которая позже вошла в состав Лиссабонской биржи, позже объединённой с Лондонской и Парижской фьючерсными биржами.
По состоянию на 2014 год ВВП Порту составляет 43 млрд долл. США, что составляет 21 674 долларов на человека.

## Наука и образование
- Университет Порту
- Институт вин Дору и Порту (филиал)

## Культура
В 2001 году Порту был выбран Культурной столицей Европы. Благодаря этому в 2005 году по проекту голландского архитектора Рема Колхаса был построен концертный зал «Дом музыки». Имеется муниципальная библиотека.

### Музеи
- Музей портвейна
- Музей современного искусства
- Музей трамвая

### Театры
- Театр Риволи
- Театр Кампу Алегри

### Архитектура
В историческом центре города находится кафедральный собор (порт. Sé do Porto) — величественный памятник романской архитектуры в Португалии. Недалеко от него расположена Церковь Святого Франциска XV века, построенная в готическом стиле и знаменитая также своим интерьером XVIII века, выполненным в стиле барокко.
Одной из самых ярких достопримечательностей Порту является барочная башня Клеригуш — самая высокая в Португалии — 76 метров, 225 ступеней. Строительство под руководством итальянского архитектора Никколо Назони было начато в 1754 году и завершено в 1763 году. В XVIII веке в Порту было построено несколько церквей в стиле, включающем в себя элементы барокко и рококо. Кроме уже упомянутой церкви Клеригуш к их числу относятся церковь Санту-Илдефонсу (1739) и две построенные Орденом кармелитов и стоящие почти вплотную друг к другу Церковь душ Кармелиташ (1616—1628) и церковь ду Карму (1756—1768).
Другое известное здание — книжный магазин Lello, пользующийся особой популярностью у фанатов книг о Гарри Поттере как прототип некоторых локаций из книг о нём.
Из современных зданий выделяется своей необычной формой Дом музыки (архитектор Рем Колхас, 2001—2005).
Через Дору перекинуто множество мостов, связывающих Порту с городом-спутником Вила-Нова-ди-Гая. Некоторые из них являются уникальными для своего времени технологическими решениями. Например, железнодорожный мост Понти-ди-Дона-Мария-Пиа, возведённый в 1876—1877 по проекту Гюстава Эйфеля, был одним из первых проектов, принёсших его автору всемирную славу. Позже те же технологические решения были использованы Эйфелем при строительстве Статуи Свободы (1884—1886) и Эйфелевой башни (1889). Ещё одним уникальным для своего времени сооружением стал двухуровневый металлический мост Понти-ди-Дон-Луиш I, возведённый в 1881—1886 по проекту ученика и компаньона Эйфеля Теофила Сейрига.

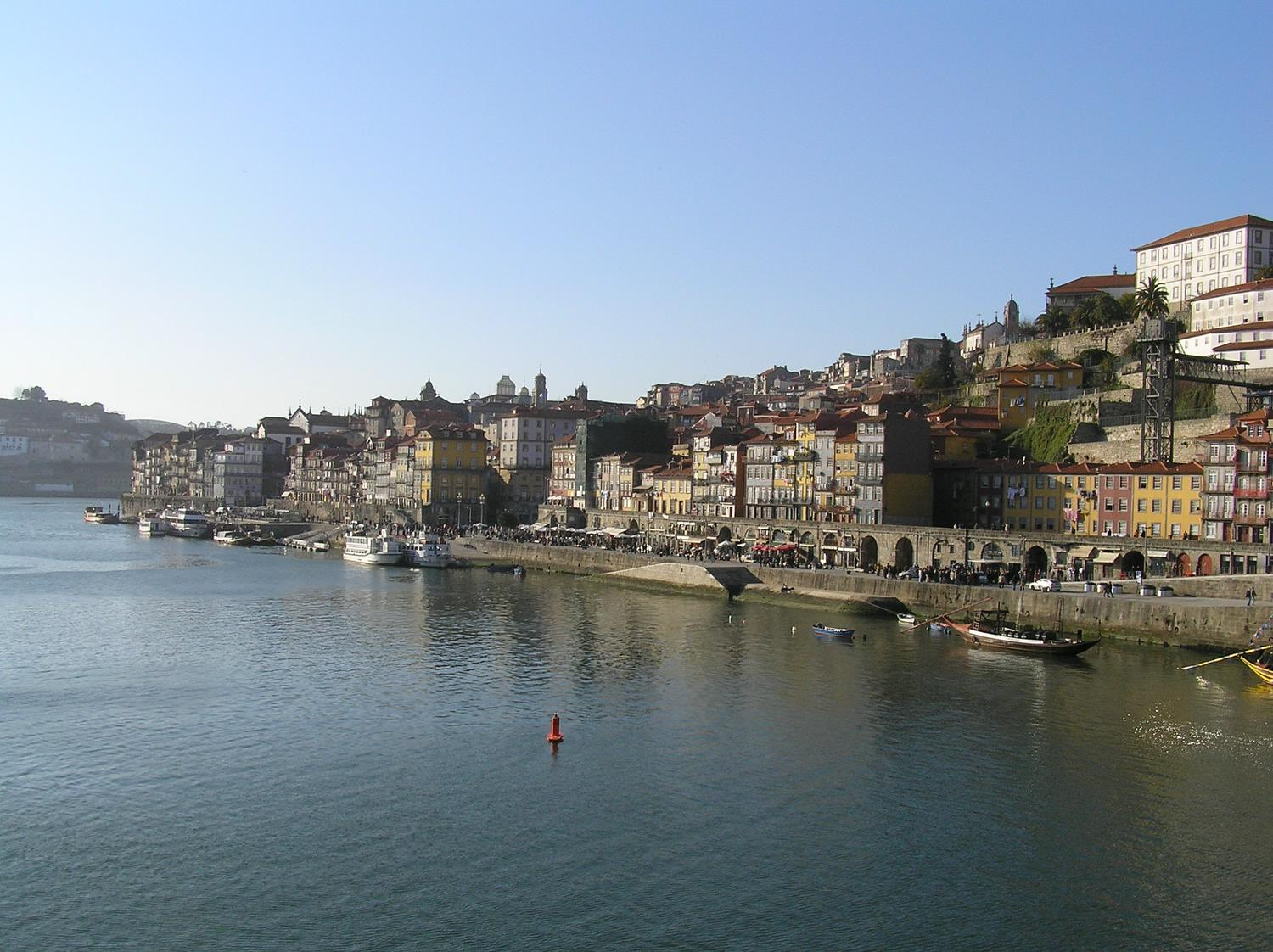
Рибейра — самый старый район Порту
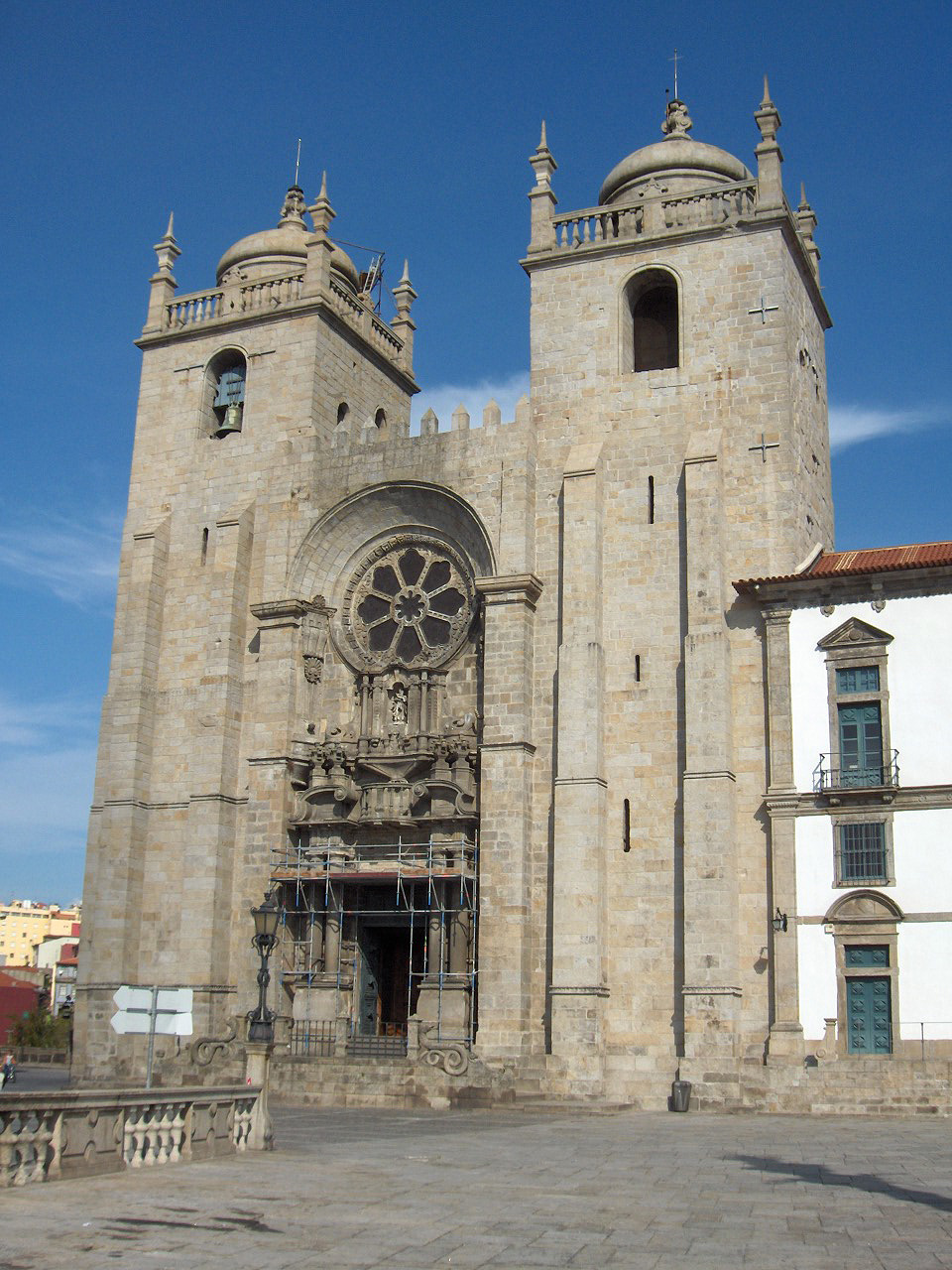
Кафедральный собор Порту
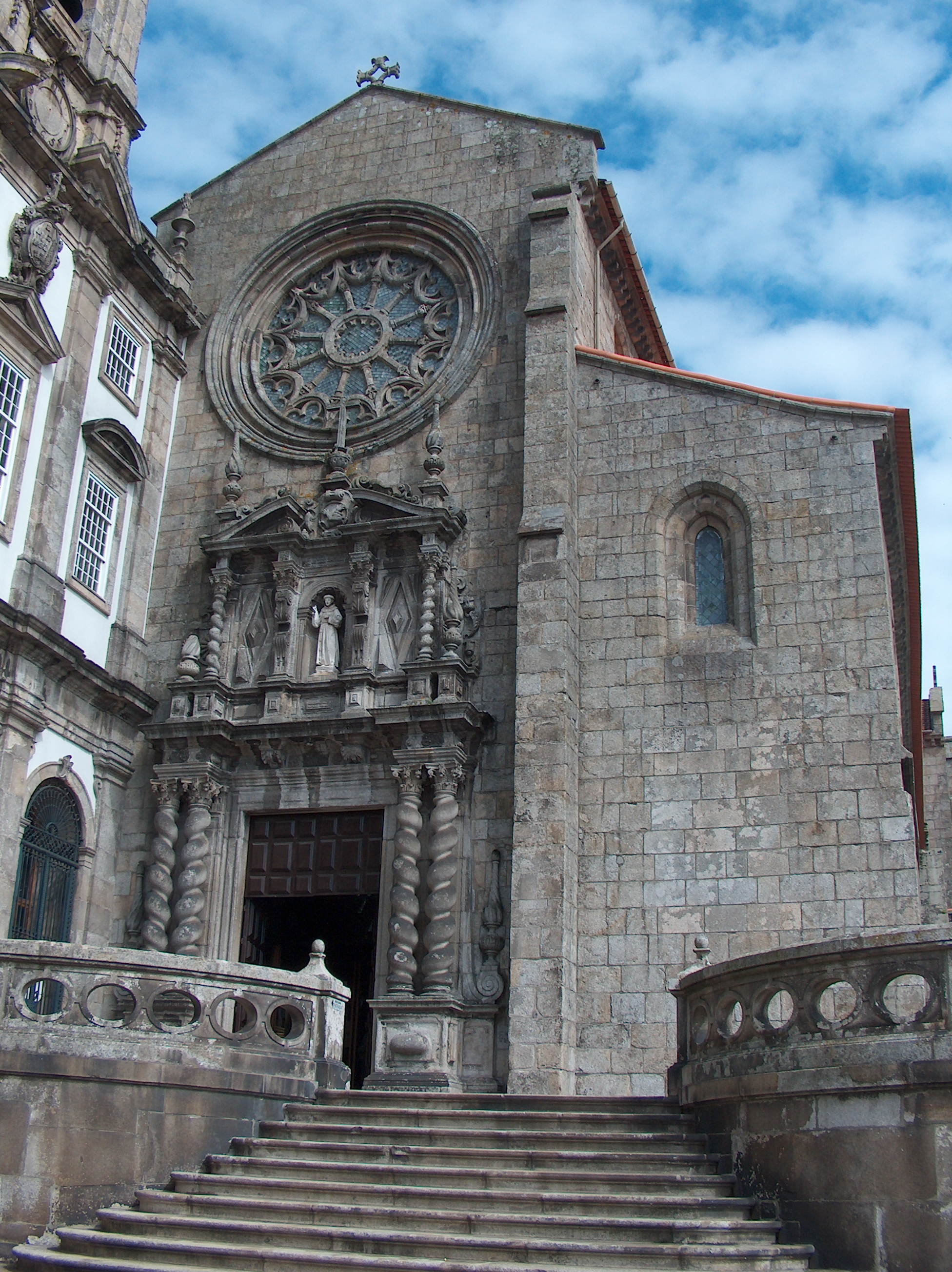
Церковь Святого Франциска
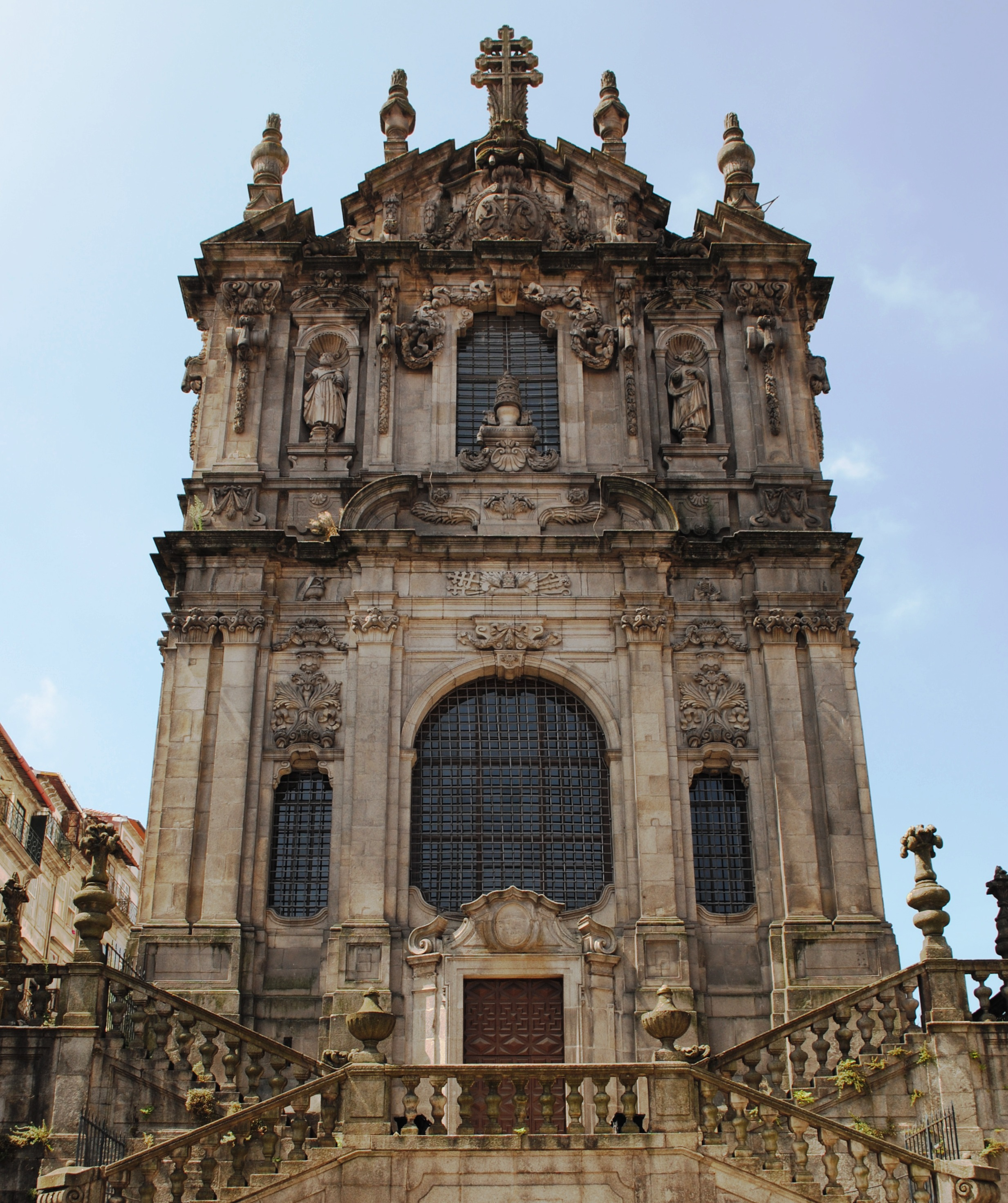
Церковь Клеригуш
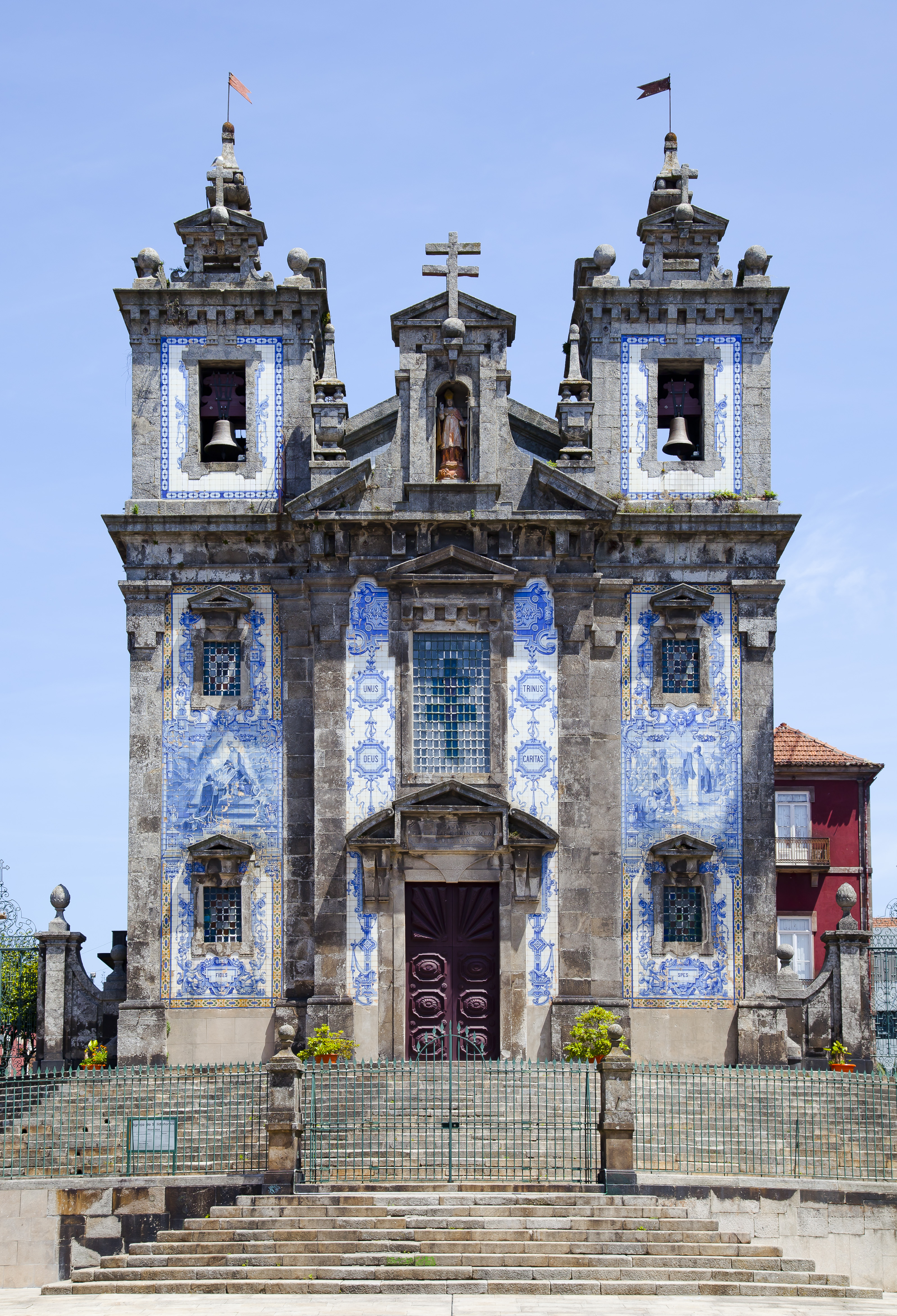
Церковь Санту-Илдефонсу
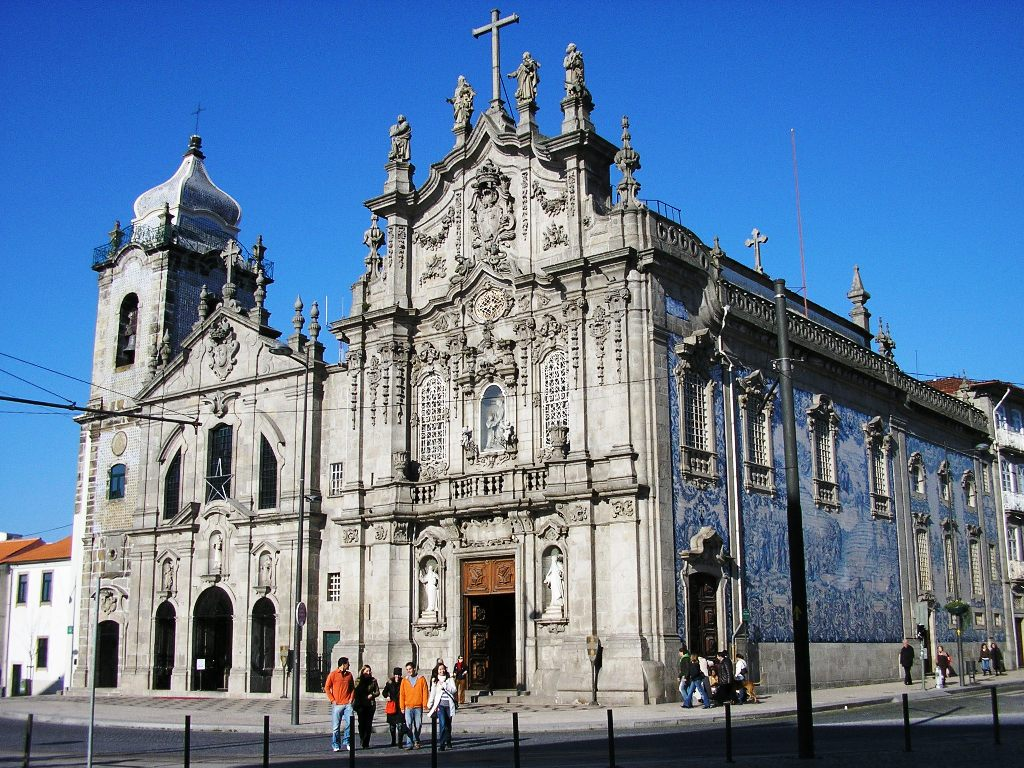
Церкви душ Кармелиташ (слева) и ду Карму (справа).
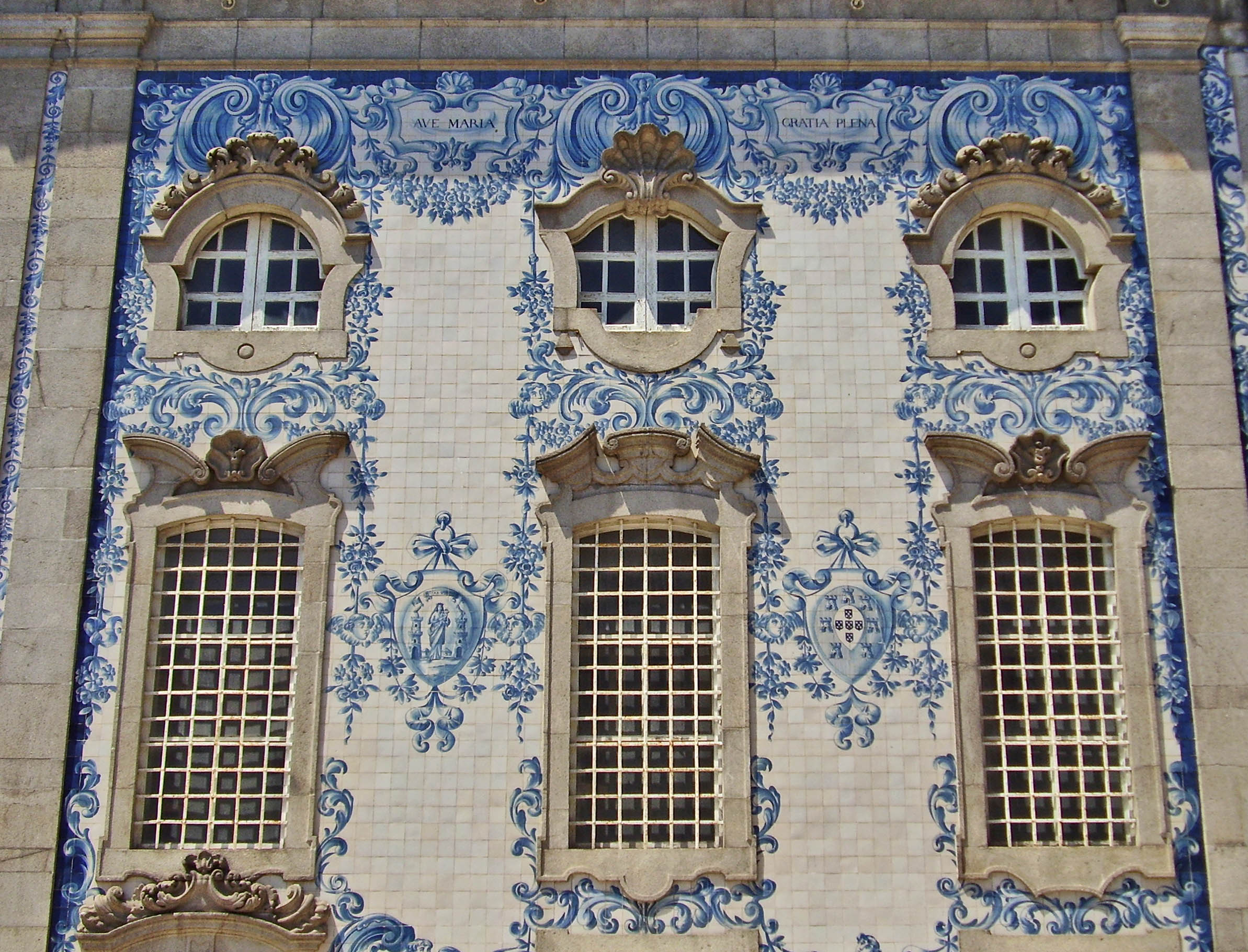
Фрагмент фасада церкви ду Карму.
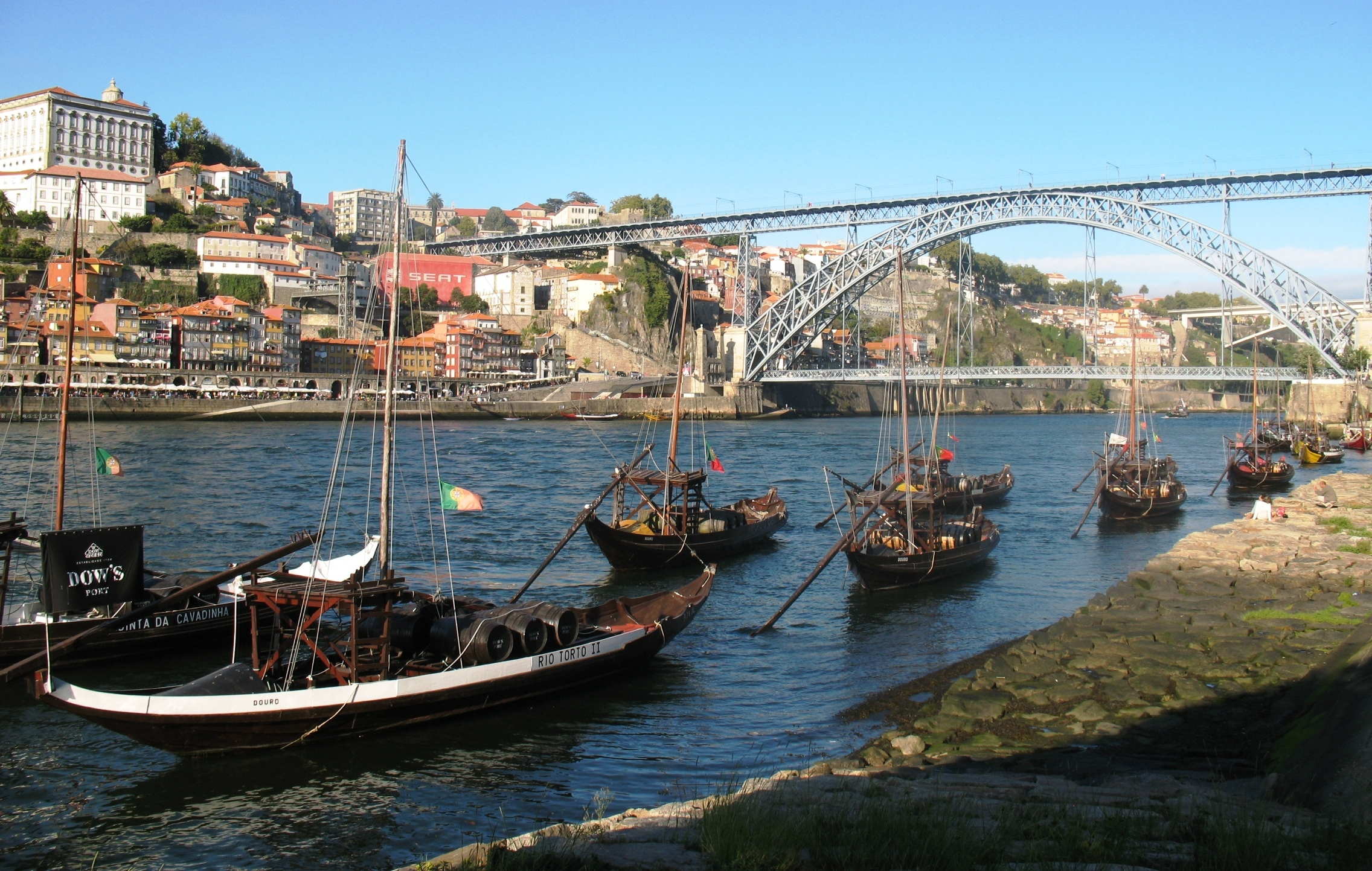
Река Дору и мост Понти-ди-Дон-Луиш I
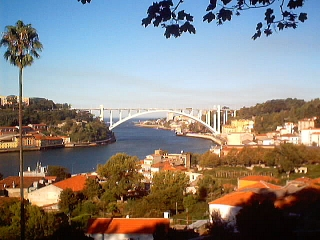
Река Дору и мост Аррабида.

### Кинематограф
Ежегодный кинофестиваль научно-фантастических фильмов «Фантаспорту».
Действие фильма «Порто» режиссёра Гейба Клингера происходит в Порту.

## Спорт
ФК «Порту» один из трёх сильнейших футбольных клубов в Португалии. Двукратный победитель (1986/1987 и 2003/2004) Лиги чемпионов УЕФА.
Стадион команды — «Драган», расположенный в восточной части города. Вместимость стадиона — более 50 тыс. зрителей. Открытие стадиона состоялось 16 ноября 2003 г. Стадион назван в честь символа клуба — Дракона.
Одним из престижных футбольных клубов в истории Португалии является «Боавишта». Клуб базируется на стадионе «Бесса», вмещающем около 28 тыс. зрителей.
В 2004 г. Порту, наряду с другими городами Португалии, принимал чемпионат Европы по футболу. Полуфинал состоялся на стадионе «Драган», групповые игры — на стадионе «Бесса».
В 2019 году на стадионе «Драган» состоялся финал Лиги наций.

## Фрегезии
- Алдоар
- Бонфин
- Витория
- Кампаньян
- Лорделу-ду-Ору
- Массарелуш
- Мирагайа
- Невожилде
- Параньюш
- Рамалде
- Сан-Николау
- Санту-Илдефонсу
- Се
- Седофейта
- Фош-ду-Дору

## Города-побратимы Порту
- Перник, Болгария
- Белу-Оризонти, Бразилия (1986)
- Бейра, Мозамбик
- Бордо, Франция
- Бристоль, Великобритания
- Дуруэлу-де-ла-Сьерра, Испания
- Леон, Испания
- Луанда, Ангола
- Льеж, Бельгия
- Макао, Китай
- Минделу, Кабо-Верде
- Нагасаки, Япония
- Невеш, Сан-Томе и Принсипи
- Ндола, Замбия
- Ресифи, Бразилия
- Виго, Испания
- Шанхай, Китай
- Барселона, Испания
- Париж, Франция (город-партнёр)